# كريس هيتون هاريس
كريستوفر هيتون-هاريس (من مواليد 28 نوفمبر 1967) هو سياسي إنجليزي يشغل منصب وزير الدولة لشؤون أيرلندا الشمالية منذ 6 سبتمبر 2022.